# Peruphasma schultei
Espèce
Peruphasma schultei est une espèce de la famille des Pseudophasmatidae de couleur noire présentant des ailes rouges à l'âge adulte qu'ils déploient pour faire fuir les prédateurs. Il a des yeux jaunes et il est originaire du nord du Pérou. Pour cette raison, et selon son nom de genre, il est parfois appelé phasme du Pérou ou phasme péruvien de Schulte, mais il ne faut pas le confondre avec Oreophoetes peruana appelé aussi phasme du Pérou. Il peut aussi sécréter un liquide toxique appelé le peruphasmal, produit dans des glandes situées à l'arrière de la tête.
Le mâle mesure de 4 à 6 cm de long et la femelle, de 5 à 7 cm.
Cette espèce, dans son milieu naturel, se nourrit exclusivement de Schinus sp. Mais en élevage, il peut se nourrir de lilas, de troène, de chèvrefeuille ou de lierre.
Lors de la reproduction, le mâle reste souvent sur le dos de la femelle sans avoir forcément l'air de vouloir s'accoupler. La femelle pond entre 5 et 10 œufs par semaine, pour un total d'environ 100 œufs au cours de sa vie. Les œufs ne nécessitent pas de conditions humides pour éclore, le processus d'incubation durant de 3 à 5 mois. Après éclosion, les insectes atteignent l'âge adulte au bout de 5 à 6 mois. Leur durée de vie varie de 1 à 2 ans. 
Cette espèce a été nommée d'après Rainer Schulte, qui l'a découverte en 2002. Le Peruphasma schultei vit dans une toute petite région située dans le Nord du Pérou, sur une surface couvrant tout au plus cinq hectares, à une altitude de 1200 à 1800 mètres. Dans la journée, il se tient caché dans les feuilles de broméliacées, et sort à la nuit tombée pour aller se nourrir d’anacardiacées (feuilles de pistachier et de manguier). 